# Andrzej Ziemiański
Andrzej Ziemiański, cunoscut și ca Patrick Shoughnessy (n. 17 februarie 1960, Wrocław, Republica Populară Polonă), este un autor polonez de literatură de fantezie, științifico-fantastică, thriller și polițistă. Până în 2012 s-au vândut peste 500.000 de exemplare ale cărților sale. Ziemiański este de profesie arhitect și are un doctorat în arhitectură. 
Ziemiański este cel mai bine cunoscut pentru seria sa epică de romane de fantezie științifico-fantastice Achaja (Achaia). Romanele seriei Achaia au fost considerate unele dintre cele mai importante romane din fantezia poloneză modernă, iar seria a fost catalogată de revista Science Fiction ca o serie care a început o nouă eră. Ziemiański a conceput o lume care a transgresat granița dintre viață și ficțiune. Protagonista principală a seriei, Achaia, a devenit sinonimă cu un anumit tip de personaj feminin și numeroși cititori s-au identificat cu ea. Romanul a intrat în canonul științifico-fantastic polonez, iar autorul a devenit unul dintre cele mai recunoscute branduri de pe piața editorială din Polonia. Romanele și povestirile sale apar deseori în lista celor mai populare sau cele mai vândute cărți. Autorul este considerat a fi creatorul genului „fantezie urbană poloneză”.

## Biografie
Andrzej Ziemiański s-a născut la Wrocław, Polonia, unde a crescut și locuiește. A absolvit Facultatea de Arhitectură a Universității de Tehnologie din Wroclaw în 1983. Ulterior, a lucrat ca cercetător și profesor în diferite instituții. În 1992, a obținut un doctorat în științe tehnice. 
Ziemiański a început să publice nuvele și romane scurte în 1978, la început în genul științifico-fantastic. Cu toate acestea, accentul său s-a schimbat treptat și a scris un roman mainstream Miecz Orientu, care a fost publicat în foileton în prestigioasa revistă Twórczość. Romanul a fost ulterior publicat într-o carte în 2006. În acea perioadă, Ziemiański a publicat și sub pseudonimul Patrick Shoughnessy (Przesiadka w piekle, în 1991). Ulterior, autorul nu a mai publicat nimic timp de un deceniu. Ziemiański a început să scrie la începutul secolului al XX-lea, dobândind instantaneu faimă și ridicând controverse. A devenit rapid unul dintre cei mai de seamă scriitori polonezi. Povestirile sale scurte, precum Bomba Heisenberga, Autobahn nach Poznań sau Zapach szkła, au câștigat premiul întâi în sondajele de popularitate în rândul cititorilor, iar două dintre ele (Autobahn nach Poznań și Zapach szkła) au câștigat importantul premiu Janusz A. Zajdel. În cadrul premiilor Sfinks din 2002, patru povestiri scurte ale lui Ziemiański au câștigat al șaptelea, al treilea, al doilea și primul premiu. În acea perioadă, a fost publicată prima parte a trilogiei Achaia (2002) și a devenit rapid cea mai vândută carte la principala librărie a lanțului polonez, Empik. Trilogia a consolidat poziția autorului prin stabilirea sa în canonul polonez al genului de fantezie. Următoarele volume Achaia (precum și continuarea lor - Pomnik cesarzowej Achai din 2012) au fost în fruntea listelor celor mai vândute cărți. Celelalte romane ale lui Ziemiański au fost de asemenea pe primele locuri în diferite clasamente de cărți ale editurilor. Din 2010, Ziemiański a creat un blog despre căile ferate, care a primit premiul I la Social Media, Polonia, la categoria Blog Corporatist.
Din 2010, autorul predă cursuri de scriere creativă la Facultatea de Jurnalism a Universității din Wroclaw. 
Romanele și nuvelele lui Ziemiański au fost traduse în limba cehă, slovacă și rusă. 

## Achaia
Achaia (sau Achaja) a devenit un simbol în rândul cititorilor polonezi. Colecții de modă, cântece, muzică și chiar animalele de companie au fost numite după principala protagonistă a romanului. Având în vedere modificările legii privind protecția datelor cu caracter personal, fiecare student trebuie să aleagă un pseudonim pentru a putea folosi sistemul informatic. Numele Achaia a fost atât de popular în rândul studenților, încât pseudonimelor li s-au atribuit numere.

## Premii
- 2000, 2001, 2002 - premiu I pentru cea mai bună povestire a anului din revista Nowa Fantastyka
- 2001 - Premiul Sfinks, Povestirea poloneză a anului, „Bomba Heisenberga”
- 2002 Premiul Janusz A. Zajdel, „Autobahn nach Poznań”
- 2002 Premiul Sfinks, Povestirea poloneză a anului, „Waniliowe plantacje Wrocławia”
- Cupa Bacchus, „Autobahn nach Poznań”
- 2003 Nautilus, „Zapach szkła”
- 2003 Nautilus, volumul 2 Achaia
- 2003 Premiul Sfinks, Povestirea poloneză a anului, „Legenda, czyli pijąc wódkę we Wrocławiu w 1999 roku”
- 2003 Premiul Sfinks, romanul polonez al anului, Achaia
- 2004 Premiul Janusz A. Zajdel, „Zapach szkła”
- 2004, Premiul Sfinks, Povestirea poloneză a anului, „Zapach szkła”
- 2010 Social Media, Polonia, Cel mai bun blog corporativ wroclawnowyglowny.pl/blog

### Romane
- Wojny urojone (Iskry 1987, ISBN: 83-207-0969-5, w odcinkach w „Kurierze Polskim” oraz w Programie III Polskiego Radia)
- Zabójcy szatana (KAW 1989, ISBN: 83-03-02648-8, wspólnie z Andrzejem Drzewińskim, w odcinkach w Kurierze Polskim)
- Bramy strachu (Wydawnictwo Dolnośląskie 1990, ISBN: 83-7023-044-X, wznowienie: 2006, ISBN: 83-7384-446-5)
- Nostalgia za Sluag Side (KAW 1990, wspólnie z Andrzejem Drzewińskim)
- Dziennik czasu plagi (Europa 1991, ISBN: 83-85336-00-1 oraz w odcinkach w Polskim Radiu Wrocław)
- Przesiadka w przedpieklu (CIA-Books/SVARO 1991, ISBN: 83-85100-40-7, pod pseudonimem Patrick Shoughnessy, wznowiona pod własnym nazwiskiem jako Przesiadka w piekle, DW Ares 2004, ISBN: 83-920235-1-X)
- Miecz Orientu, Wydawnictwo Dolnośląskie 2006, ISBN: 83-7384-454-6.
- Toy wars, Fabryka Słów 2008, ISBN: 978-83-60505-97-7.
- Breslau forever, Fabryka Słów 2008, ISBN: 978-83-7574-073-8.
- Ucieczka z Festung Breslau (tytuł autora: The Holmes), Wydawnictwo Dolnośląskie 2009, ISBN: 978-83-245-8895-4.
- Das Building (jak sam pisarz informuje: powieść jest skończona i wstępnie zredagowana, jednak z uwagi na niezadowalający autora efekt, szanse na to by została wydana są bardzo nikłe)
- Wzgórze zwane Cymbo (początkowo powieść miała nosić tytuł Czarownice, prace nad powieścią zostały przerwane. Fragment został opublikowany w antologii Strefa Mroku)
- Żołnierze grzechu, Wydawnictwo Bukowy Las 2010, ISBN: 978-83-62478-15-6.
- Za progiem grobu, Fabryka Słów 2012, ISBN: 978-83-7574-695-2.

#### Achaia
- Achaia
  - volumul I (Fabryka Słów 2002, ISBN: 83-89011-05-0)
  - volumul II (Fabryka Słów 2003, ISBN: 83-89011-33-6)
  - volumul III (Fabryka Słów 2004, ISBN: 83-89011-25-5)
- Pomnik Cesarzowej Achai
  - volumul I (Fabryka Słów 2012)
  - volumul II (Fabryka Słów 2013)
  - volumul III (Fabryka Słów 2014)
  - volumul IV (Fabryka Słów 2014)
  - volumul V (Fabryka Słów 2014)
- Virion
  - Wyrocznia - volumul I (Fabryka Słów 2017, ISBN: 978-83-7964-260-1)
  - Obława - volumul II (Fabryka Słów 2018, ISBN: 978-83-7964-357-8)
  - volumul III (Fabryka Słów zapowiedziana na maj 2019)

### Antologii de povestiri scurte
- Daimonion (Iskry 1985, ISBN: 83-207-0762-5, opowiadania: Blisko granicy, Czekając na barbarzyńców, Daimonion, Koloryt lokalny, Port, Reguły gry, Twarze, Zakład zamknięty)
- Zapach szkła (Fabryka Słów 2004, ISBN: 83-89011-48-4, opowiadania: Autobahn nach Poznań, Bomba Heisenberga, Zapach szkła, Waniliowe plantacje Wrocławia, Legenda, czyli pijąc wódkę we Wrocławiu w 1999 roku, Lodowa opowieść, Czasy, które nadejdą)
- Toy Wars (Fabryka Słów 2008, opowiadania: Toy Toy Song, Toy Trek, minipowieść Toy Wars – Wojownik Ostatecznej Zagłady)
- A jeśli to ja jestem Bogiem (tytuł roboczy – zbiór w przygotowaniu. Planowane wydanie – połowa roku 2013. Opowiadania: A jeśli to ja jestem Bogiem, Polski dom, Wypasacz, Chłopaki, wszyscy idziecie do piekła, Pułapka Tesli)

### Povestiri
- Zakład zamknięty („Sigma” 101, 1978/1979, „Fantastyka" 2/1982, zbiór Daimonion, Iskry 1985, antologia "Spotkanie w przestworzach 4", KAW 1985)
- Twarze (antologia Bunt robotów Gorzowski Klub Miłośników Fantastyki i Fantastyki Naukowej 1980, zbiór Daimonion, Iskry 1985)
- Koloryt lokalny ("Sigma" 120/121, 1980/1981, zbiór Daimonion, Iskry 1985, antologia Spotkanie w przestworzach 4, KAW 1985)
- Blisko granicy (fanzin "No Wave" 01-02 (01) 1982, zbiór Daimonion, Iskry 1985)
- Poziom zerowy (fanzin "No Wave" 01-02 (01) 1982)
- Martwa fala (fanzin "No Wave" 01 (03) 1983)
- Gra (fanzin "No Wave" 02 (04) 1983)
- Ghost (wspólnie z Andrzejem Drzewińskim, "Młody Technik" 4/1983, "Science Fiction" 4/2003)
- Czekając na barbarzyńców (zbiór Daimonion, Iskry 1985)
- Daimonion (zbiór Daimonion, Iskry 1985)
- Port (zbiór Daimonion, Iskry 1985)
- Reguły gry (zbiór Daimonion, Iskry 1985)
- Precedens (wspólnie z Andrzejem Drzewińskim, "Młody Technik" 11/1985, fanzin "Phantasma" 01 (01) 1986)
- Czasy, które nadejdą (Informator konwentowy World Science Fiction Meeting, Polcon-Krakon. Tom 2, KAW 1991, "Science Fiction" 6/2001, zbiór Zapach szkła, Fabryka Słów 2004)
- Bomba Heisenberga ("Nowa Fantastyka" 9/2000, zbiór Zapach szkła, Fabryka Słów 2004)
- Toy Toy Song ("Science Fiction" 1/2001, zbiór Toy, Fabryka Słów, 2008)
- Autobahn nach Poznań ("Science Fiction" 2/2001, antologia Zajdel 2001, Fabryka Słów 2002, zbiór Zapach szkła, Fabryka Słów 2004)
- Toy Trek ("Science Fiction" 4/2001, zbiór Toy, Fabryka Słów, 2008)
- Waniliowe plantacje Wrocławia ("Nowa Fantastyka" 9/2001, zbiór Zapach szkła, Fabryka Słów 2004)
- Lodowa opowieść ("Science Fiction" 5/2002, zbiór Zapach szkła, Fabryka Słów 2004)
- Czarownice (antologia "Strefa mroku – jedenastu apostołów grozy" – dodatek do czasopisma "Click! Fantasy", grudzień 2002)
- Legenda, czyli pijąc wódkę we Wrocławiu w 1999 roku ("Nowa Fantastyka" 10-12/2002, zbiór Zapach szkła, Fabryka Słów 2004)
- Spadek (antologia "Wizje alternatywne 4" Wydawnictwo Solaris 2002)
- Ghost II – dwadzieścia lat później (wspólnie z Andrzejem Drzewińskim, "Science Fiction" 4/2003)
- Zapach szkła ("Nowa Fantastyka" 10-12/2003, zbiór Zapach szkła, Fabryka Słów 2004)
- Ciężka sprawa (antologia "Wizje alternatywne 5" Wydawnictwo Solaris 2004)
- Chłopaki, wszyscy idziecie do piekła (antologia "PL+50. Historie przyszłości", Wydawnictwo Literackie 2004)
- Achaja – zaginiony rozdział ("Science Fiction" 5/2004)
- Wypasacz (antologia "Trupy Polskie", Wydawnictwo EMG, 2005)
- A jeśli to ja jestem Bogiem? ("Science Fiction" 10/2011)
- Siedem schodów (antologia "Miłość we Wrocławiu", Wydawnictwo EMG 2011)
- Pułapka Tesli ("Nowa Fantastyka" 11/2012)

## Vezi și
- Științifico-fantasticul în Polonia